# International Superstar Soccer
International Superstar Soccer (ISS) ist der Name einer Videospielserie von Fußballsimulationen der japanischen Firma Konami. Die Spiele sind für verschiedene Spielkonsolen erschienen. Die Reihe ist in Japan bekannt als Jikkyō World Soccer.

## Geschichte
Das erste Spiel, Konami Hyper Soccer, erschien Ende des Jahres 1991 für das NES und war Konamis erstes Fußballspiel für diese Plattform. Obwohl es im Prinzip kein Spiel aus der ISS-Reihe ist, war der Erfolg dieses Spieles ausreichend, um Konami davon zu überzeugen, International Superstar Soccer (in Japan erschienen unter dem Namen Perfect Eleven) für das Super Nintendo zu entwickeln und 1994 zu veröffentlichen. Eine verbesserte Version, International Superstar Soccer Deluxe (in Japan: Fighting Eleven), erschien ein Jahr später ebenfalls für das Super Nintendo, im Jahr 1996 für das Sega Mega Drive und 1997 in einer etwas überarbeiteten und erweiterten Fassung für die PlayStation, bei der es dann auch einen vollständigen Audiokommentar gab.
Diese 16-bit-Videospiele waren vielen vergleichbaren Spielen, darunter auch FIFA International Soccer, überlegen. Beispielsweise war ISS die erste Fußballsimulation, bei dem die Rückennummern auf den Trikots der Spieler dargestellt wurden. Außerdem sahen die Spieler nun zum ersten Mal „erwachsener“ aus.
Schon 1996 veröffentlichte Konami den ersten Teil der Winning-Eleven-Reihe (international bekannt unter dem Namen Goal Storm) für die PlayStation und 1997 ISS 64 (in Japan bekannt als Perfect Striker) für das Nintendo 64.
In den Jahren 1997 und 1998 erschienen verschiedene Titel, darunter der zweite und dritte Teil der Winning-Eleven-Reihe (außerhalb von Japan bekannt als ISS Pro und ISS Pro 98), doch das erste bedeutende europäische Spiel seit ISS Deluxe war International Superstar Soccer 98 für das Nintendo 64, welches kommerziell recht erfolgreich war.
Zu Anfang des neuen Jahrhunderts wurden die Titel der Winning-Eleven-Reihe deutlich besser als die ISS-Titel. Im Jahr 2000 wurde ISS Pro Evolution veröffentlicht. Der letzte Titel der Reihe für das Nintendo 64 war ISS 2000 (Japan: Perfect Striker 2), und als 2001 ISS Pro Evolution 2 erschien, gefolgt von ersten Teil der Pro-Evolution-Soccer-Reihe (Winning Eleven 5), war nicht mehr viel Platz für ISS. Trotzdem wurden noch drei ISS-Titel veröffentlicht. Das letzte, ISS 3 (2003), war das erste Spiel, von dem eine PC-Version veröffentlicht wurde. Außerdem gibt es drei Game-Boy-Advance-Versionen, die unter anderem auf ISS Deluxe basieren.